# Гапонов, Захар Платонович
Захар Платонович Гапонов — советский хозяйственный и политический деятель.

## Биография
Родился в 1913 году в селе Кларовка. Член КПСС.
Окончил Херсонский индустриальный техникум, ВПШ при ЦК КПСС.
С 1928 года — на хозяйственной, общественной и политической работе.
В 1928—1941 гг. — рабочий-грузчик соляных промыслов, шахтер-забойщик Кураховского рудника, токарь МТС в селе Бехтеры, рядовой, курсант полковой школы, командир отделения, секретарь комитета ЛКСМ 5-го полка войск НКВД, политрук полковой школы 1-го мотомеханизированного полка НКВД, инструктор политотдела погранвойск НКВД Белорусского округа.
Участник Великой Отечественной войны: комиссар 113-го партизанского отряда, комиссар 6-й партизанской бригады, комиссар военно-оперативной группы при Белыничском райкоме КП(б)Б Могилевской области, командир военно-оперативной группы при Могилевском подпольном райкоме и 113-м партизанском полку
В 1944—1951 гг. — 1-й секретарь Белыничского райкома, 1-й секретарь Краснопольского райкома КП(б) Белоруссии.
В 1954—1956 гг. — ответорганизатор отдела парторганов ЦК КП Казахстана, заведующий отделом партийных органов Западно-Казахстанского обкома КП Казахстана.
В 1956—1962 гг. — 1-й секретарь Уральского горкома КП Казахстана.
В 1962—1969 гг. — начальник УВД/УООП Уральского облисполкома.
В 1969—1974 гг. — начальник УВД Актюбинского облисполкома.
Умер в 1975 году в Актюбинске.